# Oitantes (geometria)

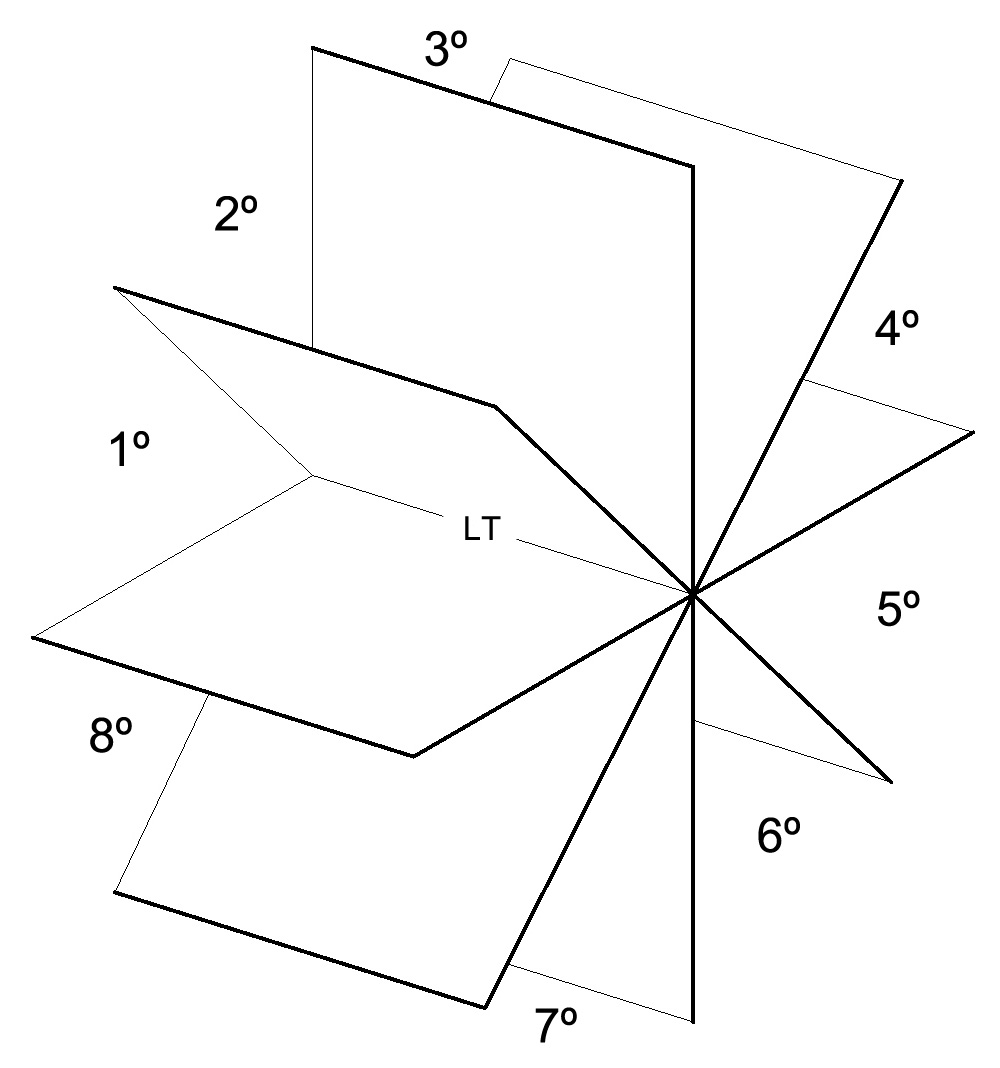
Oitantes. A Linha de terra é a interseção entre os planos.

Em geometria descritiva, oitantes são as divisões do espaço produzidas pelos planos de projeção (vertical e horizontal), em comunhão com os planos bissetores (pares e ímpares); a interseção entre os planos é a Linha de terra (LT).